# Riva presso Chieri
Riva presso Chieri (piemontesisch Riva 'd Cher) ist eine Gemeinde in der italienischen Metropolitanstadt Turin (TO), Region Piemont.

## Lage und Einwohner
Riva presso Chieri liegt 23 km südöstlich von Turin. Das Gemeindegebiet umfasst eine Fläche von 35 km² und hat 4754 Einwohner (Stand 31. Dezember 2023). 
Die Nachbargemeinden sind Chieri, Arignano, Mombello di Torino, Moriondo Torinese, Buttigliera d’Asti (AT), Villanova d’Asti und Poirino.

## Geschichte

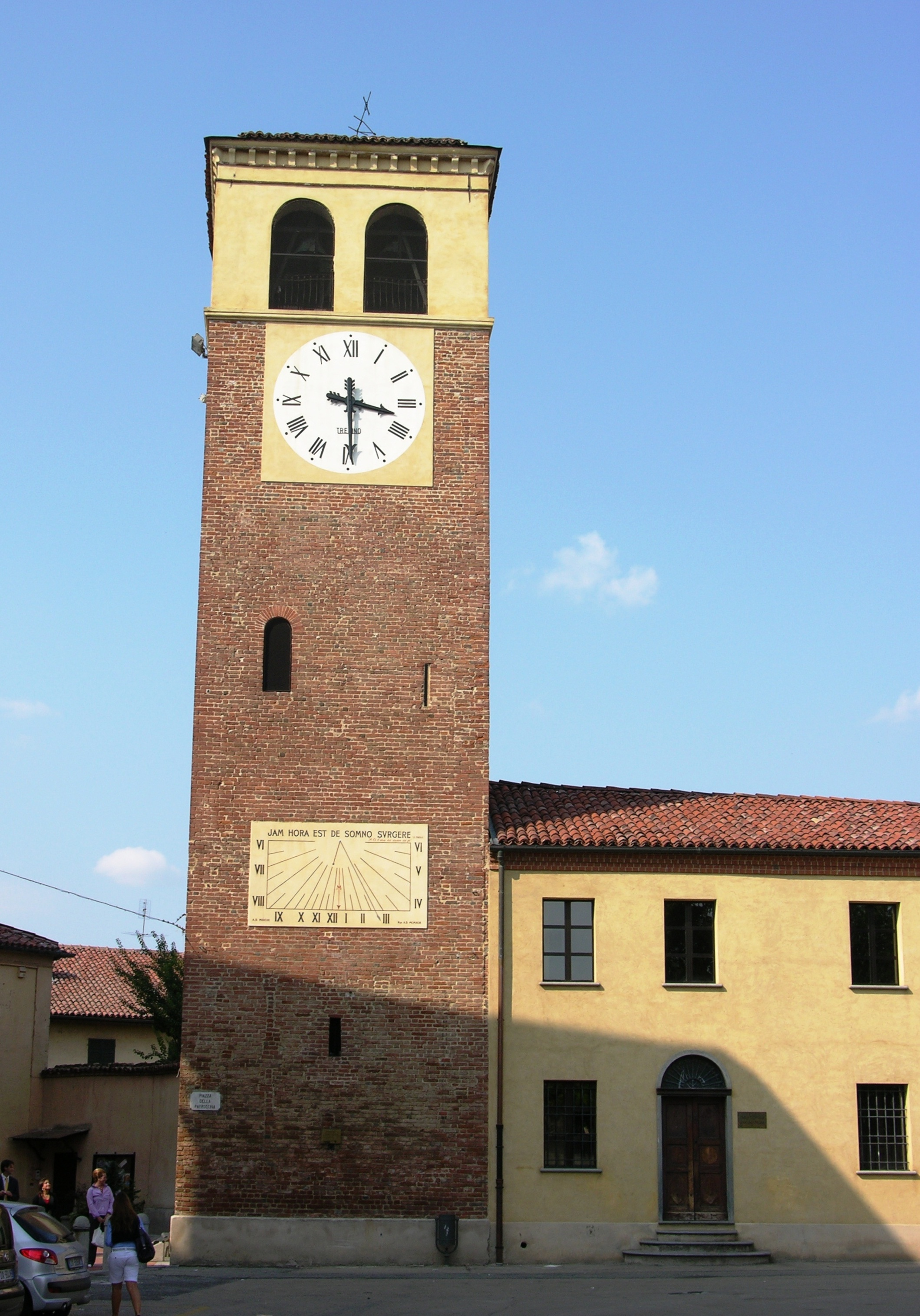
Kirche in Riva

Das erste Dokument, das die Existenz der Gemeinde Riva in der Nähe von Chieri bezeugt, stammt aus dem Jahr 1152. Es handelt sich um eine Urkunde Kaiser Friedrichs I. Barbarossa, in der er dem Grafen Guido di Biandrate die Herrschaft über einige Orte, darunter Riva, bestätigte. Zur Zeit der Übergabe Federicos an den Grafen war Riva bei Chieri dank der dortigen Burg ein wichtiges Zentrum.
Seit dem 13. Jahrhundert ist die Geschichte dieser Gemeinde eng mit der von Chieri verbunden, das sich zu einer der wichtigsten freien Gemeinden des Piemont entwickelte. Bereits im Jahr 1212 hatte Kaiser Otto IV. Chieri von allen Verpflichtungen gegenüber dem Bischof von Turin befreit und eine Expansionspolitik im gesamten umliegenden Gebiet fortgesetzt. Der erste Akt dieser Politik war der Kauf von Riva im Jahr 1223. Im Jahr 1229 wurde zwischen den Grafen von Biandrate und Chieri Frieden geschlossen.
Im Jahr 1691 wurde Riva von den Armeen Ludwigs XIV. in Brand gesteckt, die das Dorf im Krieg der Augsburger Allianz angriffen. Im Jahr 1785 starb die genealogische Linie der Grosso di Bruzolo aus, so dass das Lehen von Riva in die Apanage des Herzogs von Aosta, Vittorio Emanuele, eingegliedert wurde, der zum Fürsten von Chieri ernannt wurde.
Die nun zerfallenden Mauern der Stadt wurden während der napoleonischen Herrschaft abgerissen und die Gemeinde begann, sich über die ursprünglichen mittelalterlichen Grenzen hinaus zu expandieren.
Ab der zweiten Hälfte des 18. Jahrhunderts begann in Riva eine lange Phase des Bevölkerungswachstums. Im Jahr 1734 betrug die Einwohnerzahl 2025, im Jahr 1800 war sie auf 2172, im Jahr 1811 auf 2252 und in der Mitte des 19. Jahrhunderts auf rund 3000 angestiegen.

## Persönlichkeiten
- Dominikus Savio (1842–1857), Schüler, Heiliger der römisch-katholischen Kirche